# Женская сборная Филиппин по флорболу
Женская национальная сборная Филиппин по флорболу — представляет Филиппины на международных соревнованиях по флорболу. Управляющей организацией является Ассоциация флорбола Филиппин (англ. Philippine Floorball Association).

## Результаты выступлений

### Кубок Азии и Океании
| Год  | Победы | Ничьи | Поражения | Место |
| ---- | ------ | ----- | --------- | ----- |
| 2018 | 3      | 0     | 3         | 5     |
| 2022 | 5      | 0     | 1         | 2     |

### Игры Юго-Восточной Азии
| Год  | Победы         | Ничьи          | Поражения      | Место          |
| ---- | -------------- | -------------- | -------------- | -------------- |
| 2013 | не участвовали | не участвовали | не участвовали | не участвовали |
| 2015 | не участвовали | не участвовали | не участвовали | не участвовали |
| 2019 | .              | .              | .              | 4              |